# Ćhatri

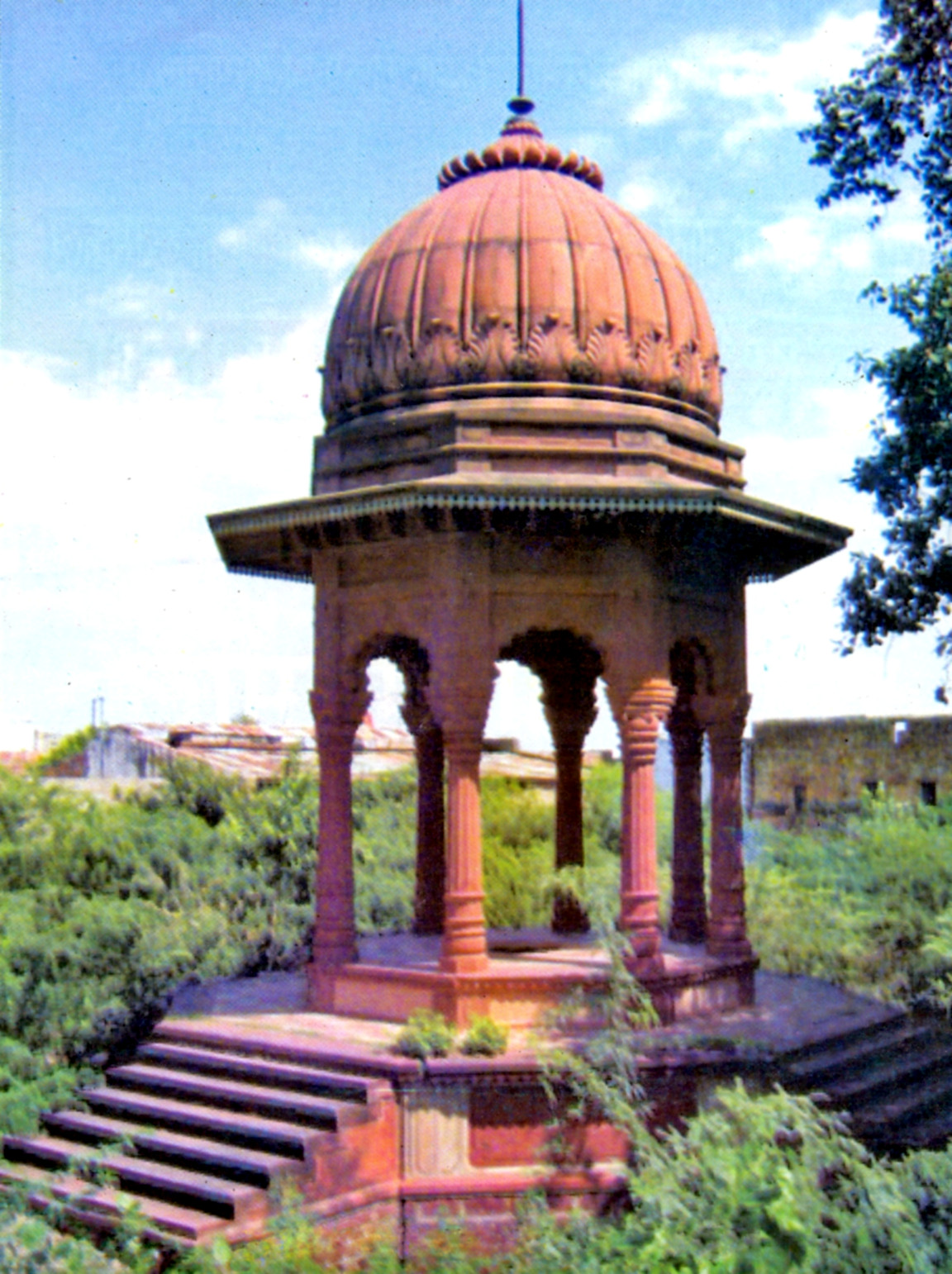
Chhatri Rany Udaybhanu Singha w Dholpurze

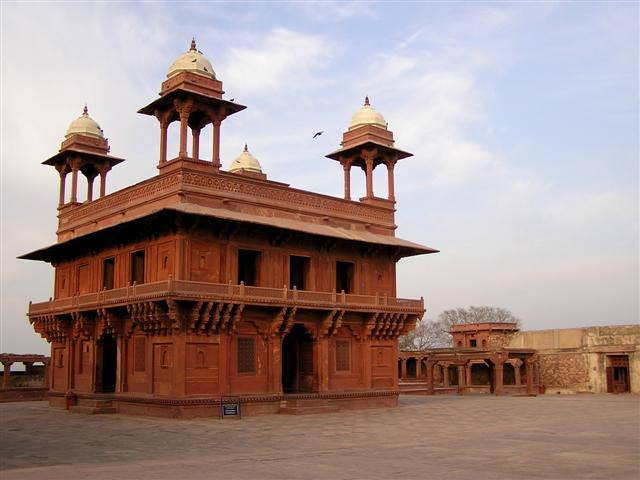
Ćhatri umieszczone na rogach Diwan-i-Khas w zespole budowli w Fatehpur Sikri.

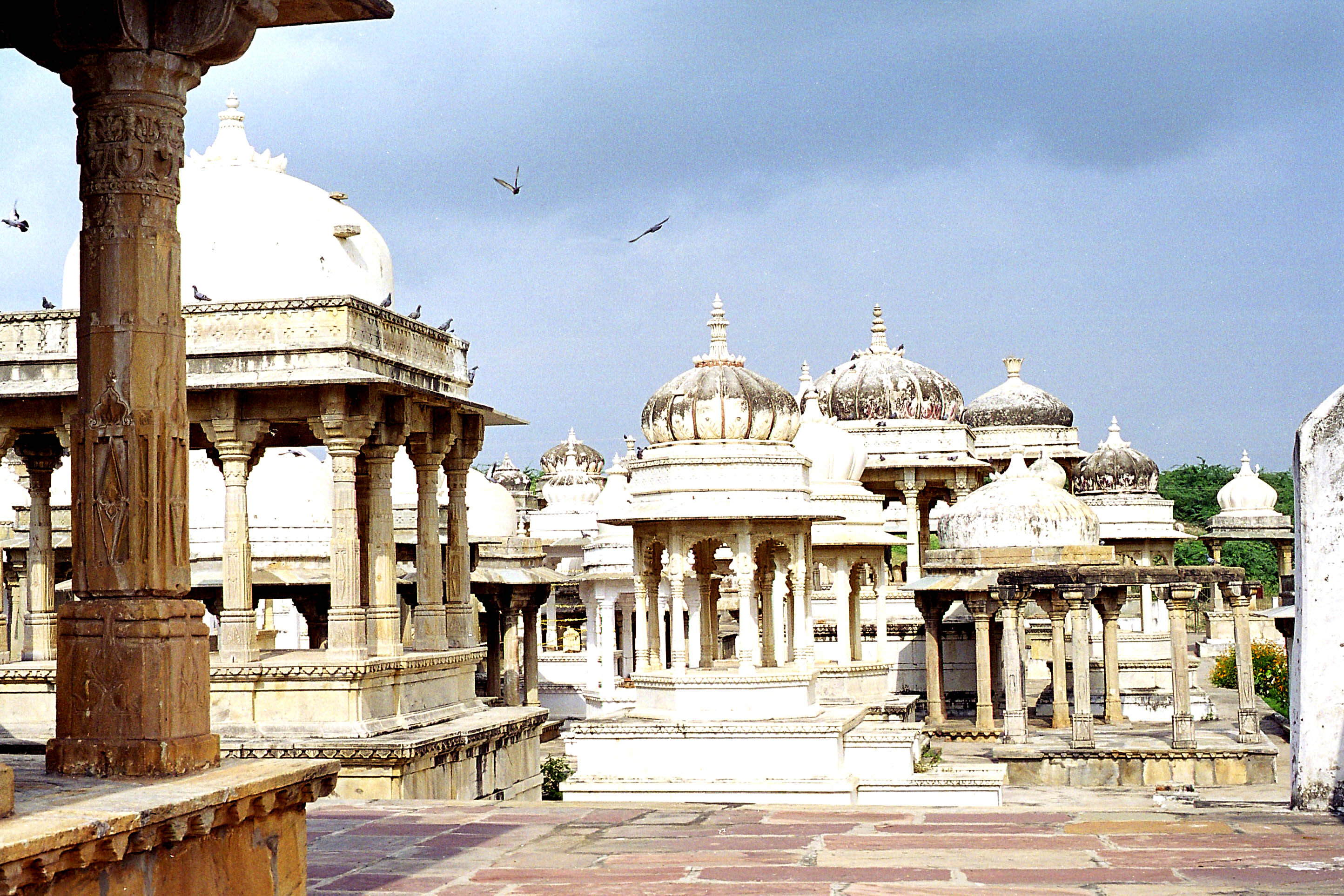
Ćhatri maharadżów Udajpuru w Ahar.

Ćhatri - element architektoniczny w północnych Indiach w formie baldachimu (w języku hindi słowo ćhatri znaczy "parasol" lub "baldachim", symbol używany w Indiach od starożytności jako oznaka dostojeństwa).
Ćhatri stosowane są zarówno w architekturze hinduskiej, jak i mogolskiej. Najczęściej służą jako cenotafy, związane z jakąś ważną osobistością. W niektórych przypadkach ćhatri budowane są bezpośrednio na miejscu kremacji.
Ćhatri może być strukturą wolno stojącą, albo stanowić część innego obiektu architektonicznego. W swej najprostszej formie ma postać kopuły wspartej na czterech filarach, lecz często przyjmuje formy bardziej skomplikowane, o wielu kopułach, niekiedy stanowiąc element większej budowli. W regionie Shekhawati w Radżastanie wnętrze bywa bogato zdobione freskami, podobnymi do tych, które pokrywają niektóre haweli.